# Moskovsko-litavski ratovi
Moskovsko-litvanski ratovi, poznati i kao Rusko-litvanski ratovi, bili su niz ratova između Velike Kneževine Litve (u savezu s Kraljevinom Poljskom) i Velike Kneževine Moskve, koja će kasnije postati Rusko Carstvo. 
Nakon nekoliko poraza od Ivana III. i Vasilija III., Litvanci su se sve više oslanjali na poljsku pomoć, koja je s vremenom postala važan čimbenik u nastanku Poljsko-Litvanske Unije. Prije prve serije ratova u 15. stoljeću, Velika Kneževina Litva preuzela je kontrolu nad mnogim teritorijima Istočne Europe, od Kijeva do Možajska, nakon propasti Kijevske Rusi zbog mongolskih invazija. Tijekom ratova, posebno u 16. stoljeću, Moskovljani su uspjeli proširiti se prema zapadu, preuzevši kontrolu nad mnogim kneževinama.
Velike Kneževine Moskve i Litve imale su niz sukoba još od vladavine Gedimina, koji je u bitki na rijeci Irpin pobijedio koaliciju rutenskih kneževa i zauzeo Kijev, bivšu prijestolnicu Kijevske Rusi. Do sredine 14. stoljeća, Litva koja se širila obuhvaćala je Černigov i Severiju. Algirdas, nasljednik Gedimina, sklopio je savez s Velikim Tverskim Vojvodstvom i poduzeo tri vojna pohoda protiv Moskve, pokušavajući iskoristiti nedoraslost Velikog kneza Moskve, Dmitrija Ivanoviča, koji je ipak uspio odbiti ove napade.
Prvi upadi litvanskih trupa u Moskovsku Kneževinu dogodili su se 1363. Godine 1368. Algirdas je izveo prvi veliki pohod protiv Moskve. Opustošivši moskovski pogranični teritorij, litvanski princ porazio je trupe kneza Starodouba Simeona Dmitrijeviča Krapiva i kneza Obolenskog Konstantina Jurijeviča. Dana 21. studenoga Algirdas je porazio moskovske stražarske trupe na rijeci Trosni. Međutim, nije mogao zauzeti Moskovski kremlj. Algirdasove trupe opustošile su područje oko grada i porobile značajan dio moskovskog stanovništva.
Godine 1370., Algirdas je poduzeo još jedan vojni pohod protiv Moskve. Uništio je područje oko Voloka Lamskog. Dana 6. prosinca opkolio je Moskvu i počeo pustošiti okolno područje. Dobivši poruku da knez Vladimir Andrejevič dolazi u pomoć Moskvi, Algirdas se vratio u Litvu. Godine 1372., Algirdas je ponovo napao Moskvu i stigao do Ljubutska. Međutim, veliki knez Moskve Dmitrij Ivanovič porazio je stražarske trupe Algirdasa pa su Litvanci sklopili primirje s Moskvom. Godine 1375. Algirdas je opustošio Smolensku Kneževinu.
Neki elementi u Moskovskoj Kneževini željeli su uspostaviti kontrolu nad svim teritorijima koji su nekada bili u sastavu Kijevske Rusi, od kojih su mnogi u to vrijeme bili dio Velikog Vojvodstva Litve (uključujući današnje teritorije Bjelorusije i Ukrajine). Nadalje, Moskva je željela proširiti svoj pristup Baltičkom moru, sve važnijem trgovačkom putu. Stoga je sukob između Litve i Moskve tek započinjao, trajavši do 16. stoljeća.